# Port Orange
Port Orange is een plaats (city) in de Amerikaanse staat Florida, en valt bestuurlijk gezien onder Volusia County.

## Demografie
Bij de volkstelling in 2000 werd het aantal inwoners vastgesteld op 45.823.
In 2006 is het aantal inwoners door het United States Census Bureau geschat op 54.851, een stijging van 9028 (19.7%).

## Geografie
Volgens het United States Census Bureau beslaat de plaats een oppervlakte van
69,1 km², waarvan 64,0 km² land en 5,1 km² water. Port Orange ligt op ongeveer 7 m boven zeeniveau.

## Plaatsen in de nabije omgeving
De onderstaande figuur toont nabijgelegen plaatsen in een straal van 16 km rond Port Orange.